# Миллиган, Генри
Генри Миллиган (англ. Henry Milligan; род. 16 сентября 1958, Камден) — американский боксёр-любитель и профессионал, выступавший в тяжёлой весовой категории. Чемпион США среди любителей (1983). В любительской и профессиональной карьерах Миллиган неплохо показал себя с более крупными противниками.

## Любительская карьера
В 1981 Миллиган окончил Принстонский университет, где он учился с академической стипендией. Генри Миллиган заработал десятки университетских званий во время обучения в университете. Он был признан лучшим спортсменом года в борьбе и был старшим ученым-спортсменом года в Принстоне в 1981 году, что является высшей студенческой честью университета. Позже он получил степень бакалавра в Нью-Йоркском университете.
победил будущего чемпиона мира в супертяжелом весе Майкла Бентта, будущего олимпийского чемпиона Генри Тиллмена, а затем победил будущего чемпиона мира в первом тяжелом весе Орлина Норриса. Он также нокаутировал Эла Эванса, затем в турнире, Национальные Золотые перчатки, в супертяжелом весе победил Александра Олиана, и стал чемпионом США в тяжелом весе в 1983 году. Будучи белым, образованным боксером Лиги Плюща, он привлекал к себе много внимания и был показан во многих газетных и журнальных статьях по всей стране, включая People Magazine и Sports Illustrated 
Логичным завершением его любительской карьеры должны были стать Олимпийские игры 1984 года в Лос-Анджелесе. На пути к финалу олимпийского отбора, Миллиган проиграл будущему абсолютному чемпиону мира в тяжёлом весе Майку Тайсону.

## Профессиональная карьера

### 1985 год
В 1985 году Миллиган выиграл 9 боёв нокаутом.
Дебютировал в марте 1985 года в бою с Гарландом Хэлом, которого победил нокаутом в 1 раунде.
В апреле нокаутировал в 1 раунде Берта Рейда.
В мае нокаутировал в 1 раунде Алекса Стэнли.
В июне Миллиган встретился с Майком Харрисом. В 1 раунде Харрис отправил Миллигана в нокдаун, но Миллиган поднялся и в 3 раунде трижды отправил Харрисона на пол и победил техническим нокаутом в 3 раунде.
В августе Миллиган победил техническим нокаутом во 2 раунде Феликса Шотера.
В октябре Миллиган нокаутировал в 3 раунде Джимми Харрисона.
В ноябре Миллиган нокаутировал Рикардо Спейна, Скота Линкера, Бобби Томаса.

## Вне ринга
Миллиган снялся в десяти рекламных роликах на национальном телевидении и в художественном фильме с участием Роберта Де Ниро и Джессики Ланж под названием «Ночь и город» (фильм 1992 года). Он является президентом Elsmere, Delaware Boxing Club, гражданским членом Центра Мэри Кэмпбелл для взрослых инвалидов и Фонда  Делавэр для умственно отсталых детей. В 1993 году Миллиган был введен в Спортивный музей и Зал славы штата Делавэр. Сейчас Миллиган является главным тренером спортивной команды Varsity, в христианской школе Уилмингтона в Хокессине, штат Делавэр.
Он является членом Mensa International, которая требует, чтобы у всех членов был IQ, который ставят их в топ-2% населения  и Общества Triple Nine Society (99,9% IQ).